# Vahlberg
Vahlberg is een gemeente in de Duitse deelstaat Nedersaksen. De gemeente maakt deel uit van de Samtgemeinde Elm-Asse in het Landkreis Wolfenbüttel. Vahlberg telt 722 inwoners.

## Plaatsen in de gemeente
Klein Vahlberg, Berklingen en Groß Vahlberg